# Phalacrocorax punctatus
El cormorán moteado (Phalacrocorax punctatus) es una especie de ave suliforme de la familia Phalacrocoracidae endémica de Nueva Zelanda.

## Descripción
En comparación con los típicos cormoranes, el cormorán moteado es un ave de color claro. El dorso es de color marrón. Su vientre es azul grisáceo pálido (a menudo blanco), los lados del cuello y la cara son blancos, pero la garganta y la parte superior de la cabeza son de azul verdoso oscuro. En la época de celo, tiene una doble cresta obvia.